# Liopropoma flavidum
Liopropoma flavidum là một loài cá biển thuộc chi Liopropoma trong họ Cá mú. Loài này được mô tả lần đầu tiên vào năm 1988.

## Phân bố và môi trường sống
L. flavidum có phạm vi phân bố giới hạn ở Trung Thái Bình Dương. Loài cá này hiện chỉ được biết đến qua một mẫu vật được thu thập ở ngoài khơi đảo Rurutu thuộc quần đảo Austral (Polynesia thuộc Pháp), ở độ sâu khoảng 58 m. L. flavidum được cho là có sự phân bố rộng khắp quần đảo Austral, nhưng chưa thể khảo sát do chúng rất khó được thu thập.

## Mô tả
Mẫu vật duy nhất của L. flavidum có chiều dài cơ thể đo được là 6,1 cm.